# جک بیبی
جک بیبی (انگلیسی: Jack Beby; ۲۳ اوت ۱۹۰۷ – ۱۹۷۶ (۶۸ ساله)) بازیکن فوتبال اهل بریتانیا بود.
از باشگاه‌هایی که در آن بازی کرده‌است می‌توان به باشگاه فوتبال کریستال پالاس، باشگاه فوتبال چارلتون اتلتیک، باشگاه فوتبال دارلینگتون، باشگاه فوتبال گیلینگام، باشگاه فوتبال اشینگتون، باشگاه فوتبال بریستول راورز، باشگاه فوتبال اکستر سیتی، باشگاه فوتبال اشفورد یونایتد و باشگاه فوتبال لستر سیتی اشاره کرد.